# Dziennikarz Roku Małopolski
Nagroda Dziennikarz Roku Małopolski - nagroda przyznawana od 2004 roku przez środowisko dziennikarzy z Małopolski.
Na początku każdego roku Stowarzyszenie Willa Decjusza przyjmuje propozycje do tytułu najlepszych dziennikarzy w poszczególnych kategoriach (dziennikarz prasowy, radiowy, telewizyjny) oraz do tytułów w kategoriach dodatkowych (osobowość medialna roku, rzecznik prasowy roku). Kapituła, złożona z autorytetów dziennikarstwa lokalnego i ogólnopolskiego, wybiera reporterów, którzy najbardziej wyróżnili się w poprzednim roku, a także laureatów wyróżnień w kategoriach dodatkowych. Spośród zwycięzców poszczególnych kategorii wyłaniany jest zdobywca Grand Prix - Dziennikarz Roku Małopolski.
Nagroda wręczana jest w karnawale podczas Balu Dziennikarza Małopolski w krakowskiej Willi Decjusza.